# Antonio Petković
Pour les articles homonymes, voir Petkovic.
Antonio Petković, né le 11 janvier 1986 à Šibenik, est un poloïste international croate.

## Palmarès

### En sélection
- Croatie
  - Jeux olympiques :
    - Médaille d'argent : 2016.

  - Championnat du monde
    - Finaliste : 2015.